# Nick D'Aloisio
Nick D'Aloisio, né Nicholas D'Aloisio-Montilla le 1er novembre 1995 est un entrepreneur australien et programmeur informatique.

## Biographie
Né en Angleterre d'une mère juriste et d'un père trader, tous deux australiens expatriés, il vit en Australie jusqu'à ses sept ans, âge auquel il revient en Angleterre. Il suit ses études au King's College à Wimbledon.
En 2012, il est le créateur du code original de Summly , une application conçue pour résumer des textes à l'aide d'un algorithme, il est célèbre pour être devenu la plus jeune personne à investir en capital-risque, âgé de seulement 17 ans. En mars 2013, Summly est revendu à Yahoo! pour 30 millions de dollars, ce qui fait de Nick D'Aloisio le plus jeune autodidacte millionnaire de l'histoire.
Depuis la vente de Summly, il est chef de produit avec l'équipe dédiée au mobile au sein de Yahoo!, à Londres .

## Sources
- (en) Cet article est partiellement ou en totalité issu de l’article de Wikipédia en anglais intitulé « Nick D'Aloisio » (voir la liste des auteurs).